# 揍他一頓
《揍他一頓》（英語：Beat Him Up）是加拿大籍華僑導演楊科2017年的短片作品。本片的原名是「懲罰」（Punishment）。

## 內容簡介
性格懦弱又好強的張世豪（黃禮豐 飾）因發現自己的女友（陳姮岑 飾）愛上了新來的轉校生林語恩（劉奕生 飾）而心生妒意。然而張世豪膽小怕事，只能對此忍氣吞聲。可他的好兄弟阿陽（初孟軒 飾）卻看不過去，決定幫張世豪報仇，精心安排了一場「懲罰秀」。面對殘酷的暴力場面，張世豪內心長期隱藏的「惡」竟被釋放出來，然而林語恩的意外身亡卻又讓張世豪陷入了深深的內疚感，就在他決定獨自投案自己的時候，命運卻對他開了一個意外的玩笑。

## 演員列表
| 演員   | 角色       |
| ------ | ---------- |
| 黃禮豐 | 張世豪     |
| 初孟軒 | 阿陽       |
| 劉奕生 | 林語恩     |
| 陳姮岑 | 張世豪女友 |
| 陳杰均 | 周老師     |
| 蘇菲   | 主任       |
| 馮玉霞 | 二姊       |
| 于成炘 | 同學       |
| 張秉鈞 | 同學       |
| 儲榢逸 | 同學       |

## 獲獎紀錄
黃禮豐 - 2017年馬德里國際電影節外語短片單元最佳男主角獎